# Thomas Nast

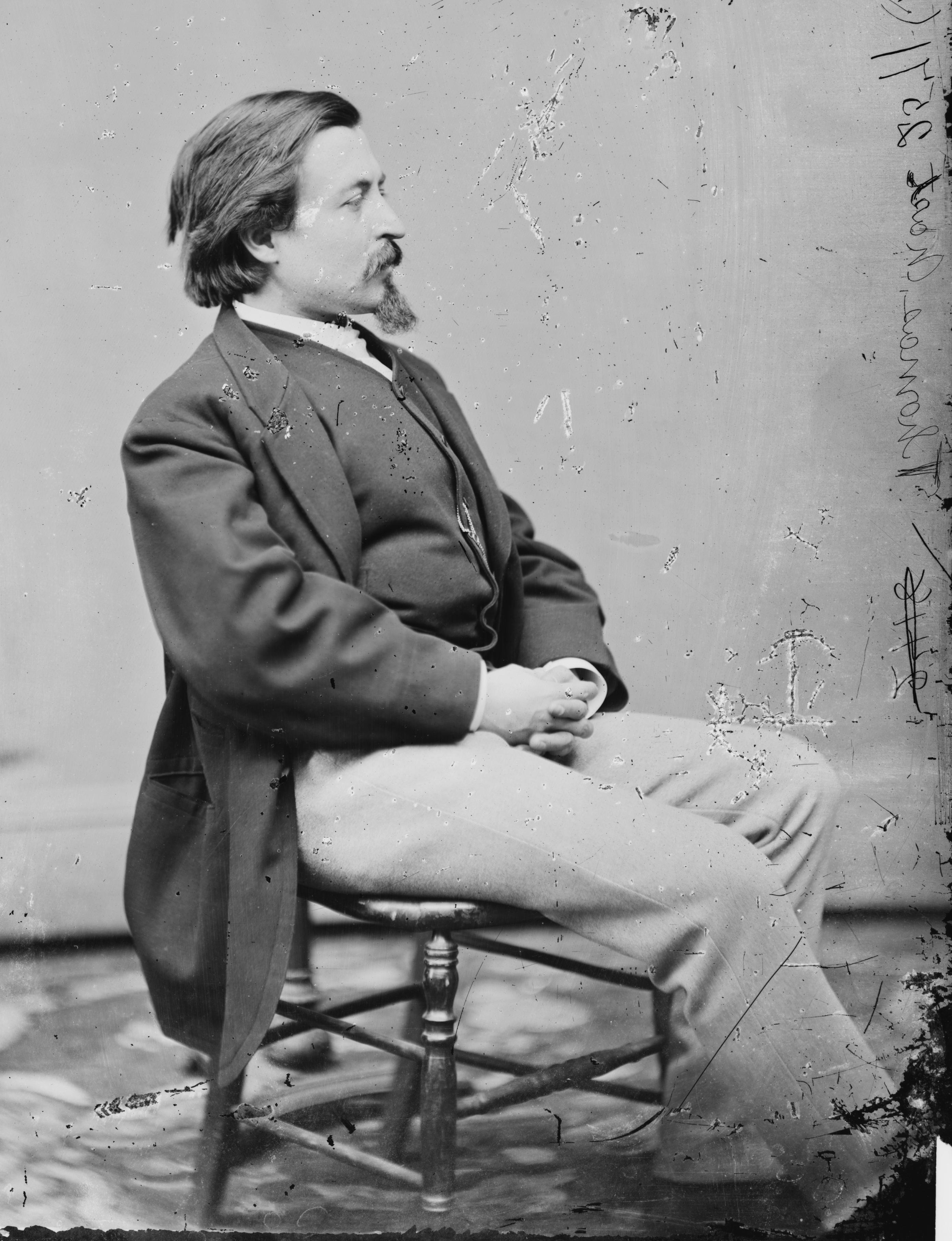
Thomas Nast
(ca. 1860-1875) door Mathew Brady of Levin Handy, Library of Congress

Thomas Nast (Landau in der Pfalz, 27 september 1840 – Guayaquil, Ecuador, 7 december 1902) was een Amerikaans cartoonist en wordt algemeen beschouwd als de vader van de Amerikaanse cartoon. Nast, een ingeweken Duitser die op zesjarige leeftijd in New York aankwam, kreeg rond zijn twintigste nationale bekendheid als illustrator van Harper's Weekly. 
Van politiek belang waren vooral zijn steun aan president Abraham Lincoln, die de tekenaar bij zijn herverkiezing in 1864 zijn "best rekruterende sergeant" noemde, en zijn strijd tegen de corrupte politicus William M. Tweed, die van 1863 tot 1871 in New York de lakens uitdeelde.

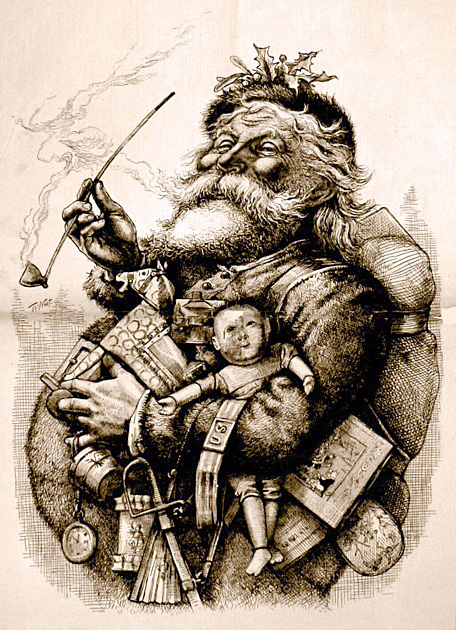
Santa Claus
(1881), Harper's Weekly

 Thomas Nast is tevens de man geweest die Santa Claus en Uncle Sam hun typische uiterlijk schonk, en de Democratische en de Republikeinse partij met de ezel en de olifant hun bekende symbolen bezorgde.
In 1902 benoemde Theodore Roosevelt hem als consul in Guayaquil (Ecuador). Tijdens een dodelijke gelekoortsuitbraak bleef Nast tot het einde op zijn post, terwijl hij vele andere diplomatieke missies en zakenmensen hielp ontsnappen aan de besmettelijke ziekte. Prompt liep hij zelf de ziekte op en hij stierf uiteindelijk op 7 december van dat jaar. Zijn lichaam werd gerepatrieerd naar de Verenigde Staten waar hij begraven is in het Woodlawn Cemetery in The Bronx, New York.